# 卢桑加
卢桑加（Lusanga）是刚果民主共和国奎卢省的一个城镇，位于昆盖河与奎卢河汇流处附近。有卢桑加机场服务该镇。
比利时殖民时期称莱弗维尔（Leverville），源自香皂公司利华兄弟公司中的威廉·利华（William Lever）。1911年他与比利时殖民政府签订协议，以获取殖民地的棕榈油，随后其在莱弗维尔建立协调基地。Lever Brothers的子公司Huileries du Congo Belge（HCB）则建设了一个大型棕榈油工厂，是其在奎卢省的三家工厂之一。